# Żyłeniszki
Żyłeniszki – dawny futor. Tereny, na których był położony, leżą obecnie na Litwie, w okręgu uciańskim, w rejonie ignalińskim, w gminie N.owe Daugieliszki

## Historia
W czasach zaborów wieś w gminie Daugieliszki, w powiecie święciańskim, w guberni wileńskiej Imperium Rosyjskiego. W 1905 roku liczyła 59 mieszkańców, 53 dziesięciny.
W dwudziestoleciu międzywojennym futor leżał w Polsce, w województwie wileńskim, w powiecie święciańskim, w gminie Daugieliszki.
W 1931 w 9 domach zamieszkiwało 57 osób.
Miejscowość należała do parafii rzymskokatolickiej w Paryndze i prawosławnej w Michałowie. Podlegała pod Sąd Grodzki w Święcianach i Okręgowy w Wilnie; właściwy urząd pocztowy mieścił się w Daugieliszkach.